# Prix Roquépine
Prix Roquépine är ett travlopp för 3-åriga varmblodiga ston som körs på Vincennesbanan utanför Paris i Frankrike varje år. Det går av stapeln samma dag som Prix Paul-Viel. Det är ett Grupp 2-lopp, det vill säga ett lopp av näst högsta internationella klass. Loppet körs över distansen 2700 meter. Förstapris är 67 500 euro, vilket gör loppet till ett av de större treåringsloppen i Frankrike.

## Vinnare
| År   | Häst               | Efter            | Kusk                  | Tränare               | Distans | Tid    |
| ---- | ------------------ | ---------------- | --------------------- | --------------------- | ------- | ------ |
| 2025 | Magic America      | Love You         | Éric Raffin           | Sébastien Guarato     | 2 700 m | 1'14"9 |
| 2024 | Louisiane de Bomo  | Ready Cash       | Benjamin Rochard      | William Bigeon        | 2 700 m | 1'14"8 |
| 2023 | Kana de Beylev     | Express Jet      | Benjamin Rochard      | William Bigeon        | 2 700 m | 1'14"7 |
| 2022 | Jazzy Perrine      | Django Riff      | Éric Raffin           | Tomas Malmqvist       | 2 700 m | 1'15"4 |
| 2021 | Inoubliable        | Prodigious       | Jean-Philippe Dubois  | Philippe Moulin       | 2 175 m | 1'13'7 |
| 2020 | Havana d'Aurcy     | Royal Dream      | Jean-Michel Bazire    | Jean-Michel Bazire    | 2 175 m | 1'13"2 |
| 2019 | Green Grass        | Bold Eagle       | Gabriele Gelormini    | Sébastien Guarato     | 2 175 m | 1'14"5 |
| 2018 | Fanina des Racques | Ready Cash       | Jean-Philippe Monclin | Alexandre Buisson     | 2 175 m | 1'15"3 |
| 2017 | Éléa Madrik        | Goetmals Wood    | William Bigeon        | William Bigeon        | 2 175 m | 1'12"7 |
| 2016 | Démonia Roma       | Password         | Jean-Philippe Monclin | Philippe Allaire      | 2 175 m | 1'15"4 |
| 2015 | Ciperla Mag        | Quaker Jet       | Jean-Michel Bazire    | Bruno Bourgoin        | 2 175 m | 1'14"7 |
| 2014 | Bambina Magic      | Nuage de Lait    | Franck Nivard         | Dominique Lematayer   | 2 175 m | 1'14"7 |
| 2013 | Alizéa du Kastel   | Quaker Jet       | Emmanuel Allard       | Emmanuel Allard       | 2 175 m | 1'15"3 |
| 2012 | Vanika du Ruel     | Jardy            | Franck Anne           | Franck Anne           | 2 175 m | 1'15"3 |
| 2011 | Une Lady en Or     | Kaisy Dream      | Pierre Levesque       | Pierre Levesque       | 2 175 m | 1'15"2 |
| 2010 | Texas Style        | Goetmals Wood    | Louis Baudron         | Louis Baudron         | 2 175 m | 1'14"5 |
| 2009 | Situtunga          | Jam Pridem       | Franck Nivard         | Thierry Duvaldestin   | 2 175 m | 1'15"  |
| 2008 | Return Money       | Corot            | Franck Nivard         | Thierry Duvaldestin   | 2 175 m | 1'14"7 |
| 2007 | Qualita Bourbon    | Love You         | Jean-Pierre Dubois    | Jean-Pierre Dubois    | 2 175 m | 1'14"9 |
| 2006 | Pearl Queen        | Carpe Diem       | Thierry Duvaldestin   | Thierry Duvaldestin   | 2 175 m | 1'15"  |
| 2005 | Odessa du Vivier   | Goetmals Wood    | Pierre Levesque       | Jean-Yves Lecuyer     | 2 175 m | 1'15"7 |
| 2004 | Noora de l'Iton    | Workaholic       | Thierry Duvaldestin   | Thierry Duvaldestin   | 2 175 m | 1'15"4 |
| 2003 | Miska des Rondes   | Extrême Aunou    | Jean-Michel Bazire    | Fabrice Souloy        | 2 175 m | 1'16"2 |
| 2002 | Liberté            | Buvetier d'Aunou | Jos Verbeeck          | Michel Donio          | 2 175 m | 1'16"1 |
| 2001 | Kelle Île          | Don Paulo        | Franck Anne           | Franck Anne           | 2 175 m | 1'15"7 |
| 2000 | Jolie d'Espalion   | Sébrazac         | Dominik Locqueneux    | Jacques Provost       | 2 175 m | 1'16"7 |
| 1999 | Island Dream       | Coktail Jet      | Jean-Pierre Dubois    | Jean-Pierre Dubois    | 2 175 m | 1'16"3 |
| 1998 | Harlotta           | And Arifant      | Jean-Étienne Dubois   | Jean-Étienne Dubois   | 2 175 m | 1'20"3 |
| 1997 | Gipsa d'Urzy       | Workaholic       | Jean-Michel Bazire    | Pierre-Désiré Allaire | 2 175 m | 1'16"6 |
| 1996 | Fourmi de Chenu    | Hurgo            | Guy Verva             | Philippe Verva        | 2 175 m | 1'19"4 |
| 1995 | Élise Pont Vautier | Orfeu Negro      | Patrice Lebouteiller  | Patrice Lebouteiller  | 2 175 m | 1'18"9 |
| 1994 | Dira               | Minou du Donjon  | Jos Verbeeck          | Jean-Claude Rivault   | 2 175 m | 1'18"3 |
| 1993 | Classe de Tillard  | Workaholic       | Jean-Claude Hallais   | Jean-Claude Hallais   | 2 175 m | 1'19"1 |
| 1992 | Bambina            | Quioco           | Jean-Pierre Dubois    | Jean-Pierre Dubois    | 2 175 m | 1'18"3 |